# Horno (grupa literacka)
Horno (pol. Palenisko) – grupa literacka, zrzeszająca większość znanych pisarzy ukraińskich w Polsce.
Powstała we Lwowie w 1929. Od 1930 wchodziła w skład sterowanego przez władze radzieckie Międzynarodowego Biura Literatury Rewolucyjnej.
Głównymi przedstawicielami grupy byli: Wasyl Bobynśkyj, Jarosław Hałan, Ołeksandr Hawryluk, Petro Kozłaniuk, Stepan Ołeksiuk.